# Unified Model (Met Office)
Unified Model   - globalny model prognozy pogody brytyjskiego Instytutu Meteorologii.